# Supercow
Supercow (выходившая также под названиями Supercow: funny farm arcade platformer HD и «Супер Корова») — компьютерная игра в жанре платформера, разработанная российской компанией Nevosoft и изданная Alawar Entertainment для Android, iPad, iPhone, Macintosh, Windows, Xbox 360. Первоначальный выпуск состоялся 13 августа 2007 года.

## Игровой процесс
Supercow — компьютерная игра в жанре платформера, цель которой — спасти всех похищенных животных, превращённых злодеем в монстров. Игра состоит из 47 уровней. Игрок, управляя главной героиней, должен продвигаться по уровням, собирая сокровища и уничтожая врагов, прыгая на них сверху. Некоторые противники обладают защитой, например, шипами на голове, для преодоления которой необходимо подбирать специальные бонусы. Также на уровнях встречаются другие улучшения, такие как возможность совершать супер-прыжок или временная неуязвимость.
Согласно сюжету игры, злодей профессор Дуриарти, отбывавший пожизненное заключение, совершил побег из тюрьмы. Он захватил ферму в Солнечной Долине, взяв в заложники её жителей. Безумный учёный начал ставить генетические эксперименты, клонируя животных и создавая армию послушных солдат. О злодеяниях профессора узнаёт главная героиня — Супер Корова, которая незамедлительно отправляется в Солнечную Долину, чтобы спасти своих друзей.

## Оценки
| Иноязычные издания | Иноязычные издания |
| Издание            | Оценка             |
| ------------------ | ------------------ |
| Gamezebo           | 4 из 5             |
| Softpedia          | 8 из 10            |
| Killer Betties     | 2 из 5             |

Supercow получила смешанные отзывы от критиков. Чак Миллер из Gamezebo похвалил игру за привлекательную графику, увлекательный геймплей, отличное звуковое сопровождение и юмор, но раскритиковал отсутствие настройки сложности, специальных атакующих приёмов и обучения. Андрея Дихел из Softpedia отметила красивую рисованную графику и весёлый игровой процесс, однако указала на отсутствие разнообразия атак, внутриигровых подсказок и возможности настроить сложность. Джейсон Ван Хорн из Killer Betties посчитал игру слишком простой и повторяющейся, с неудобным управлением и раздражающим звуком, хотя и признал, что она может понравиться детям.